# 鹤歌
鹤歌，是流行于中国广东省中山市沙溪镇申明亭一带的一种民歌，它用广州话、石岐话、隆都话三种地方方言溶于一体来演唱，通常是和鹤舞一起搭配演出，并以敲击乐伴奏。